# مدار خطی

مدار خطی

مدار خطی یک مدار الکترونیکی است که در آن، برای هر ولتاژ ورودی سینوسی با فرکانس f، هر گونه خروجی مدار در حالت پایدار (جریان عبوری از هر یک از اجزا، یا ولتاژ بین هر دو نقطه) نیز سینوسی با فرکانس f باشد. توجه داشته باشید که خروجی مدار لازم نیست با ورودی در یک فاز باشد.
در تعریفی معادل می‌توان گفت مدار خطی مداریست که از اصل برهم‌نهی پیروی می‌کند. این بدان معناست که خروجی مدار (f(x وقتی که یک ترکیب خطی از سیگنال‌ها (ax1(t) + bx2(t به آن اعمال می‌شود برابر است با ترکیب خطی خروجی‌ها در نتیجه سیگنال‌های (x1(t و (x2(t اعمال‌شده به طور جداگانه:
{\displaystyle F(ax_{1}+bx_{2})=aF(x_{1})+bF(x_{2})\,}
در یک تعریف عامیانه، مدار خطی آنی است که در آن مقدار قطعات الکترونیکی، مقاومت، ظرفیت خازنی، القاوری، بهره، و غیره با تغییر سطح ولتاژ یا جریان در مدار تغییر نمی‌کند.